# Чемпіонат України з гандболу серед чоловіків 2017—2018
Чемпіонат України з гандболу серед чоловіків 2017/2018 — двадцять сьомий чемпіонат України.
У чемпіонаті беруть участь 9 команд. Розпочався чемпіонат 16 вересня 2017 року. Матч за Суперкубок України відбувся 27 серпня між запорізькими командами «ЗТР» та «Мотор». Перемогу втретє святкував «Мотор». 
Завершився чемпіонат 20 травня 2018 року матчем за третє місце між командами «Донбас» (Маріуполь) та «ЗНТУ-ЗАБ» (Запоріжжя). Переремогу з рахунком 36:28 святкувала команда «Донбас». Золотими та срібними призерами чемпіонату стали запорізькі команди «Мотор» та «ЗТР» відповідно.

## Регламент
Змагання пройде в чотири кола з виїзними турами. В кожному турі - по одному матчу. Команди, що за підсумками основної частини чемпіонату посядуть 3 та 4 місця, проведуть серію плей-оф за бронзові медалі. Якщо за підсумками 4 кіл різниця між 1 та 2 командами турнірної таблиці становитиме більше 7 очок, то плей-оф за золоті та срібні медалі призначений не буде.
Місця для команд визначаються за найбільшою сумою очок, які вони отримали протягом чемпіонату: за перемогу команді нараховується два очки, за нічию – одне, за поразку – нуль. При рівності очок у двох і більше команд, місця розподіляються за таким принципом:
- за більшою кількістю набраних очок в іграх між ними;
- за кращою різницею м'ячів в іграх між ними;
- за кращою різницею закинутих та пропущених м'ячів у всіх іграх чемпіонату;
- за більшою кількістю перемог у всіх іграх чемпіонату;
- за більшою кількістю закинутих м'ячів у всіх іграх чемпіонату;
- за жеребкуванням.

## Турнірна таблиця

### Суперліга
| № | Команда                    | І  | В  | Н | П  | М        | О  |
| - | -------------------------- | -- | -- | - | -- | -------- | -- |
|   | «Мотор» Запоріжжя          | 32 | 32 | 0 | 0  | 1417:687 | 64 |
|   | «ЗТР» Запоріжжя            | 32 | 26 | 2 | 4  | 1169:669 | 54 |
|   | «Донбас» Маріуполь         | 32 | 22 | 2 | 8  | 1043:861 | 46 |
| 4 | «ЗНТУ-ЗАБ» Запоріжжя       | 32 | 20 | 1 | 11 | 1026:919 | 41 |
| 5 | «ЗТР-Буревісник»           | 32 | 14 | 1 | 17 | 930:964  | 29 |
| 6 | «Портовик» Южне            | 32 | 12 | 1 | 19 | 868:1011 | 25 |
| 7 | «ЦСКА-Київ» Київ           | 32 | 10 | 1 | 21 | 827:948  | 21 |
| 8 | «КДЮСШ-ЛДУФК» Львів        | 32 | 3  | 0 | 29 | 643:1209 | 6  |
| 9 | «Енергетик – НАЄК» Нетішин | 32 | 1  | 0 | 31 | 565:1220 | 2  |